# Erythrina haerdii
Erythrina haerdii é uma espécie vegetal da família Fabaceae.
Apenas pode ser encontrada no seguinte país: Tanzânia.

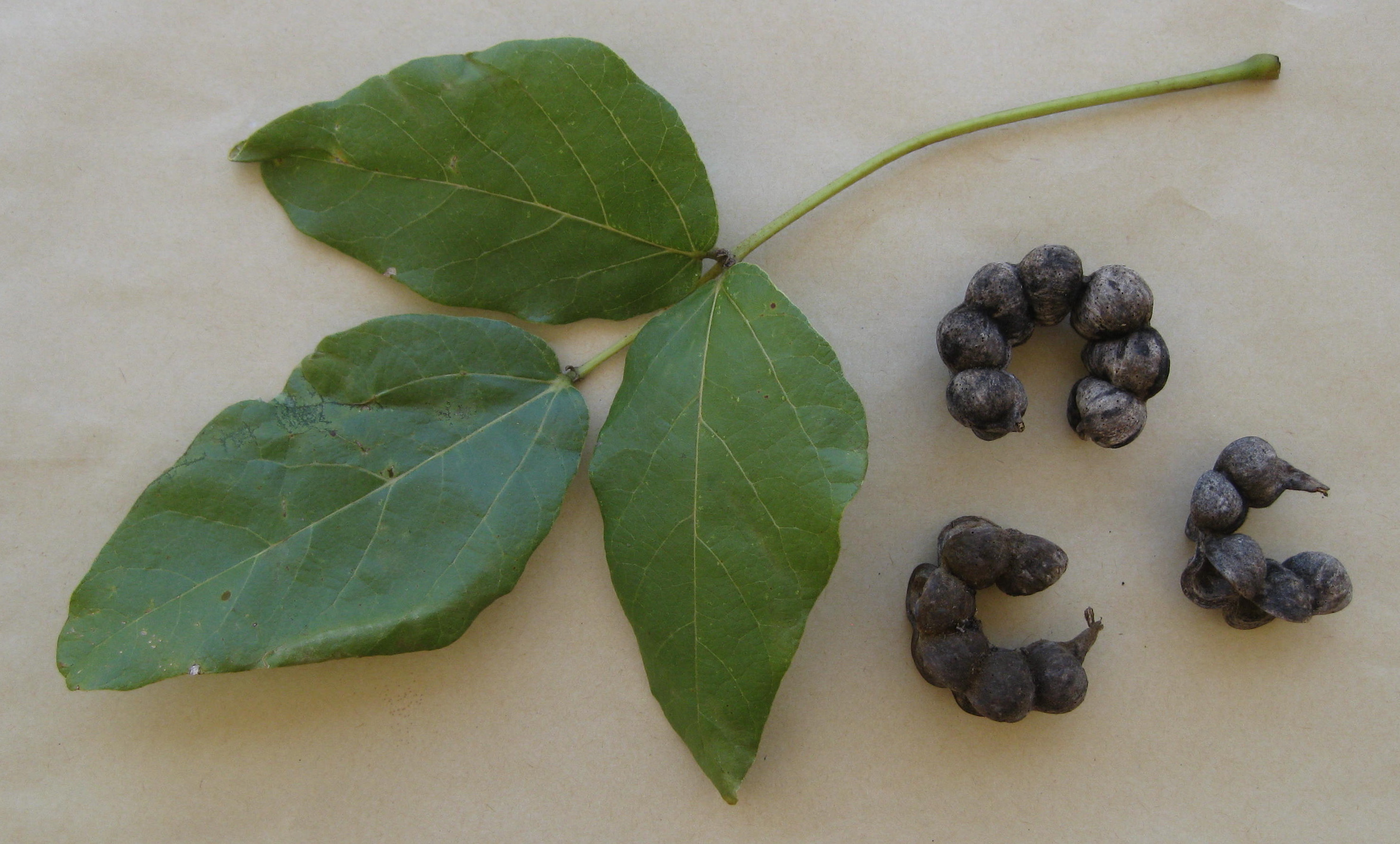